# Wojtaszyce
Wojtaszyce [vɔi̯taˈʂɨt͡sɛ] (en alemán: Voigtshagen) es un pueblo ubicado en el distrito administrativo de Gmina Dobra, dentro del Distrito de Łobez, Voivodato de Pomerania Occidental, en el norte de Polonia occidental. Se encuentra aproximadamente a 9 kilómetros al suroeste de Dobra, a 31 kilómetros al oeste de Łobez, y a 43 kilómetros al este de la capital regional Szczecin.
Antes de 1945, el área fue parte de Alemania. Luego de la Segunda Guerra Mundial, la población alemana fue expulsada y reemplazada por polacos. Para la historia de la región, véase Historia de Pomerania.